# Цветные Южной Африки

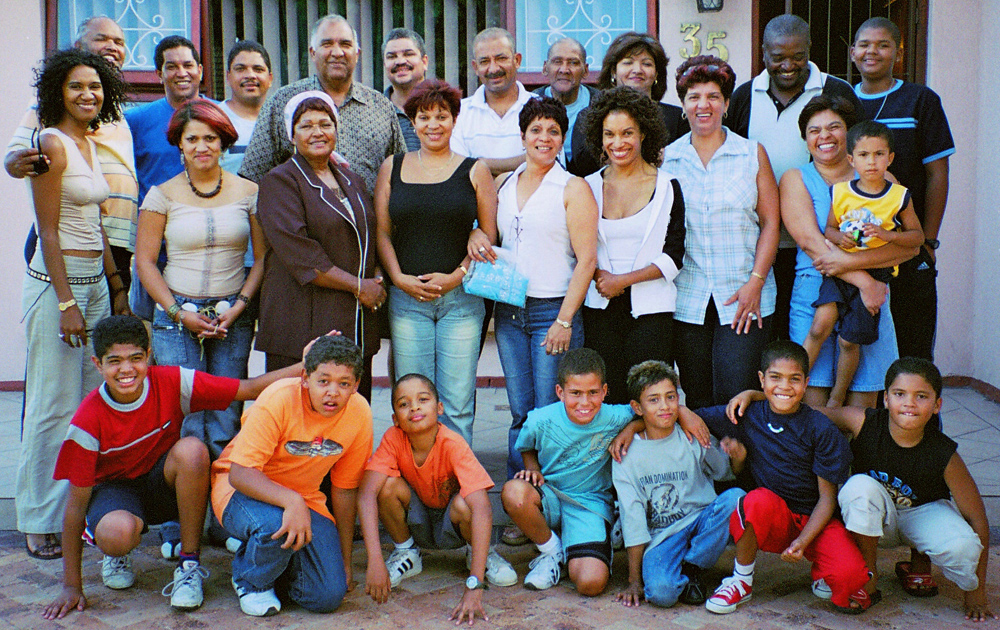
Большая цветная семья с ветвями в Кейптауне, Кимберли и Претории

Цветные (африк. Kleurlinge, также Bruinmense «коричневые люди», Bruin Afrikaners «коричневые африканцы»; англ. Coloured) — особая расовая группа смешанного (европейского, африканского и азиатского) происхождения, составляющая значительную долю населения в странах Южной Африки (ЮАР, Намибия, в меньшей степени Ботсвана, Зимбабве, Лесото, Эсватини), ранее являвшихся британскими или нидерландскими колониями. Для большинства цветных ЮАР и Намибии родной язык — африкаанс, точнее, его особый «цветной» диалект. Английский является родным для 10—15 % цветных и очень широко используется как второй язык. В прошлом цветные индонезийского происхождения (капские малайцы) говорили на креолизированном малайско-португальском языке, оказавшем влияние и на африкаанс, на который они со временем перешли. По вероисповеданию большинство цветных — христиане протестантского толка, но выделяется небольшая группа (около 200 тыс. человек) последователей ислама, которыми являются капские малайцы.

## Происхождение
Цветное население получило своё название от разных оттенков коричневого цвета, от молочного до почти чёрного. Этот разнообразный спектр отражает их крайне смешанное происхождение — в них течёт кровь европейцев, азиатов, бушменов (коренных племён Юга Африки), совсем тёмных племён банту. У цветного населения г. Кейптаун (они называются капские метисы) значительна примесь населения австронезийского происхождения (см. евроазиаты), главным образом выходцев из современных Малайзии, Индонезии и Мадагаскара. Предполагаются также незначительные китайские, индийские и ближневосточные корни.

## ЮАР
Цветные составляют наиболее значительную группу населения именно в ЮАР (порядка 4,5 млн человек, или 9—10 % всего населения страны), причём в провинциях Западный Кап и Северный Кап они составляют до двух третей всех жителей (капские цветные).
В XIX в. гриква, произошедшие от смешанных браков между бурами, бушменами и готтентотами, играли важную политическую роль, создавали свои государства и чеканили монету.

## Намибия
В Намибии цветные составляют от 6 % до 8 % населения, среди них выделяется особая группа бастеры.

## Язык
Из-за активной колонизаторской деятельности Голландии в XVII—XVIII вв., когда произошло формирование генезиса цветного населения региона, для большинства из них родным является африкаанс или креолизированный африкаанс. Около 10-15 % также разговаривает на английском языке (особенно за пределами ЮАР и Намибии), большинство хорошо владеют им как вторым.